# Andreé González
Andreé Aníbal González Frustacci (ur. 30 czerwca 1975 w San Cristóbal) – wenezuelski piłkarz występujący na pozycji obrońcy.

## Kariera klubowa
González karierę rozpoczynał w 1993 roku w urugwajskim zespole CA Peñarol. W latach 1993–1996 4 razy z rzędu zdobył z nim mistrzostwo Urugwaju. W 1997 roku do drużyny Liverpool Montevideo, ale w 1998 roku wrócił do Peñarolu. Następnie grał w wenezuelskim Caracas FC, a potem ponownie był graczem Liverpoolu.
Na początku 2000 roku González przeszedł do hiszpańskiego Recreativo Huelva z Segunda División. W jego barwach nie zagrał jednak ani razu. W połowie 2000 roku po raz kolejny został zawodnikiem Peñarolu. Potem występował w innych urugwajskich zespołach, CA Fénix oraz Defensor Sporting.
W 2005 roku González wrócił do Wenezueli, gdzie został graczem klubu UA Maracaibo. W tym samym roku wywalczył z nim mistrzostwo Wenezueli, a w 2006 oraz w 2007 wicemistrzostwo tego kraju. Następnie grał kolejno w urugwajskich CA Fénix oraz River Plate Montevideo, wenezuelskim Monagas SC, urugwajskim Cerrito oraz ponownie w Wenezueli, w zespole Zulia FC. W 2011 roku zakończył karierę.

## Kariera reprezentacyjna
W reprezentacji Wenezueli González zadebiutował w 1999 roku. W 2004 roku został powołany do kadry na Copa América. Zagrał na nim tylko w meczu z Boliwią (1:1). Wenezuela zaś zakończyła tamten turniej na fazie grupowej.
W latach 1999–2007 w drużynie narodowej González rozegrał łącznie 17 spotkań.